# Rigelo
Il rigelo è un fenomeno fisico, sperimentabile empiricamente, che dimostra come la temperatura di fusione di un solido vari rispetto alla pressione che agisce su di esso.
Per la dimostrazione di questo fenomeno comunemente viene utilizzato un pezzo di ghiaccio sospeso tra due sostegni sopra il quale viene fatto passare un filo con dei pesi alle estremità. La pressione esercitata dal filo causa la fusione del ghiaccio facendo quindi scendere il filo stesso; una volta che il filo si è abbassato cessa la pressione l'acqua rigela. In questo modo il filo attraversa il ghiaccio senza romperlo.